# Trials X
Trials X – polski zespół hip-hopowy, założony w 1991 przez Marcina „Tigermaana” Chmarzyńskiego (ur. 15 marca 1974) i Piotra „Platoona” Boruca. W 1996 zespół został rozwiązany.

## Historia

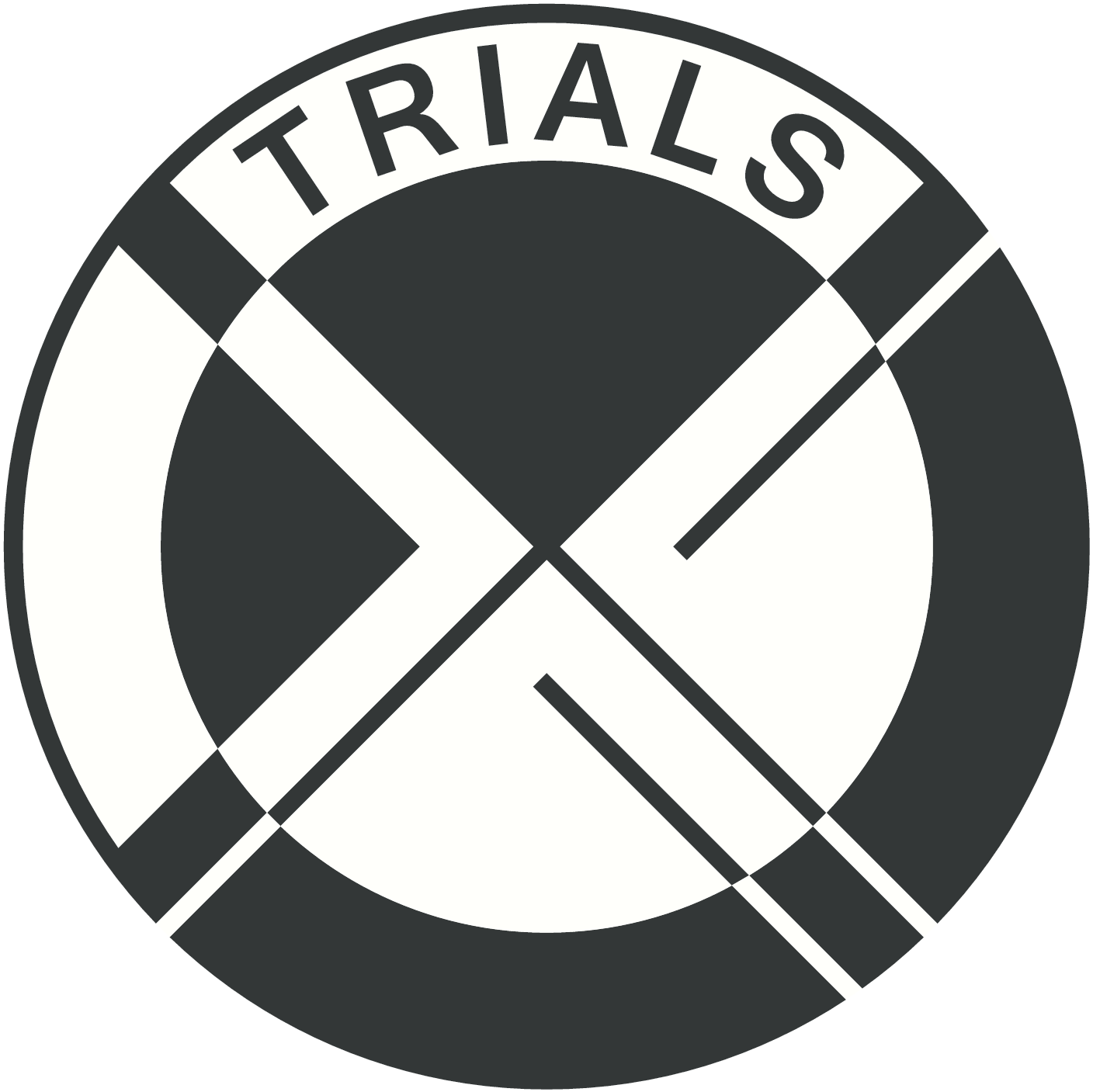
Trials X - główne logo

Duet w 1991 swoje pierwsze utwory nagrywał w mieszkaniu na sprzęcie muzycznym z systemem Karaoke. Wtedy to powstał na kasecie magnetofonowej pierwszy nielegal pt. Fekalia. W 1992 kaseta w limitowanej ilości 100 szt. była dystrybuowana w sklepie odzieżowym UZI na warszawskiej Ochocie, gdzie w ciągu roku wyprzedał się jej cały nakład.  
Od 1993 kolejne utwory powstawały półprofesjonalnie w studiu OKO na warszawskiej Ochocie. Wtedy miejscem spotkań, w którym poznali się twórcy, tj. Numer Raz, V.O.L.T., Jan Marian, QZA, Mandaryn, J.Tiger, Bartek, był korytarz radiowy podczas nagrania pierwszej w Warszawie audycji hip-hopowej Kolorszok prowadzonej przez Bognę Świątkowską w radiu Kolor. 
W tej właśnie stacji Trials X prezentował swoją twórczość i najnowsze dokonania. Jako debiutanci byli zapraszani również do Radia "S" czy Programu Trzeciego Polskiego Radia.   

## Koncerty
Największym i spektakularnym na tamten czas wydarzeniem dla zespołu było zaproszenie go do koncertowania w największych miastach Polski, tj. Krakowie, Poznaniu, Katowicach, Łodzi, Gdyni i Wrocławiu. Trasa koncertowa odbyła się dzięki akcji Adidas Streetball Challange w roku 1995 i promowała uliczną koszykówkę. Podczas całej trasy w najważniejszych rozgłośniach radiowych trwała kampania reklamowa  Adidas, do której zaproszono zespół Trials X. Rapowane reklamy stały się faktem. Firma jeszcze wielkorotnie zapraszała zespół do współpracy przy reklamach radiowych. Platoon i Tiger wystąpili także w spotach radiowych dla takich firm jak Sony czy ABB. W tym samym roku w styczniu artyści wzięli udział w III finale Wielkiej Orkiestry Świątecznej Pomocy Jurka Owsiaka, gdzie wystąpili m.in. w zakładzie karnym w Siedlcach. Trials X w 1994 nagrał kasetę Prawda, cel, przesłanie, która ujrzała światło dzienne wiosną 1995 nakładem niezależnej firmy Boom Media. Wydanie się przedłużyło z powodu włamania do studia graficznego na ul. Mazowieckiej w Warszawie, gdzie przechowywane były wszystkie materiały graficzne związane z okładką płyty. Zespół przeszedł do historii jako pierwszy polski duet, który rozpoczął boom na kulturę hip-hop w Polsce.

Trials X jako pierwszy zaprezentował publicznie swój występ podczas International Music Festival Sopot 1993 w bloku rockowym na molo, zorganizowanym przez warszawską agencję SCS. Platoon i Tiger wystąpili wtedy na scenie obok takich zespołów jak: Oddział Zamknięty czy Closterkeller. Występ ten zapowiadała Gazeta Wyborcza w wydaniu warszawskim („Gazety Stołecznej”) z dn. 25 sierpnia 1993 w artykule pt. „Jestem z miasta” napisanym przez Macieja Chmiela. Trials X także jako pierwszy przedstawił publicznie teledysk z gatunku hip-hop do utworu „Czujee się lepiey” w telewizji publicznej w kanale TVP1 oraz TVP Polonia w 1995 w programie Muzycznej Jedynki, który prowadził Artur Orzech. Drugi teledysk zespołu pt. „Jarają, jarają” wyreżyserował Kuba Wojewódzki do programu Halogramy dla telewizji Polsat. Album Prawda, cel, przesłanie duet nagrał już w profesjonalnym studiu S-4 mieszczącym się w gmachu Telewizji Polskiej na ul. Woronicza 17.  W 2020 roku duet pojawił się w Teatrze Capitol w Warszawie na II gali rozdania corocznych nagród dla artystów hip hop gdzie wręczył statuetkę dla zespołu Chillwagon jako grupy roku 2020.

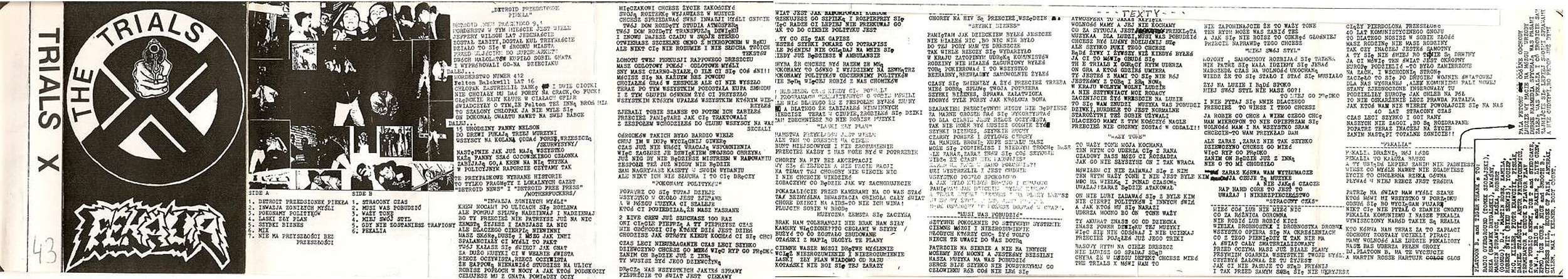
Okładka kasety z 1991 roku

## Reedycja

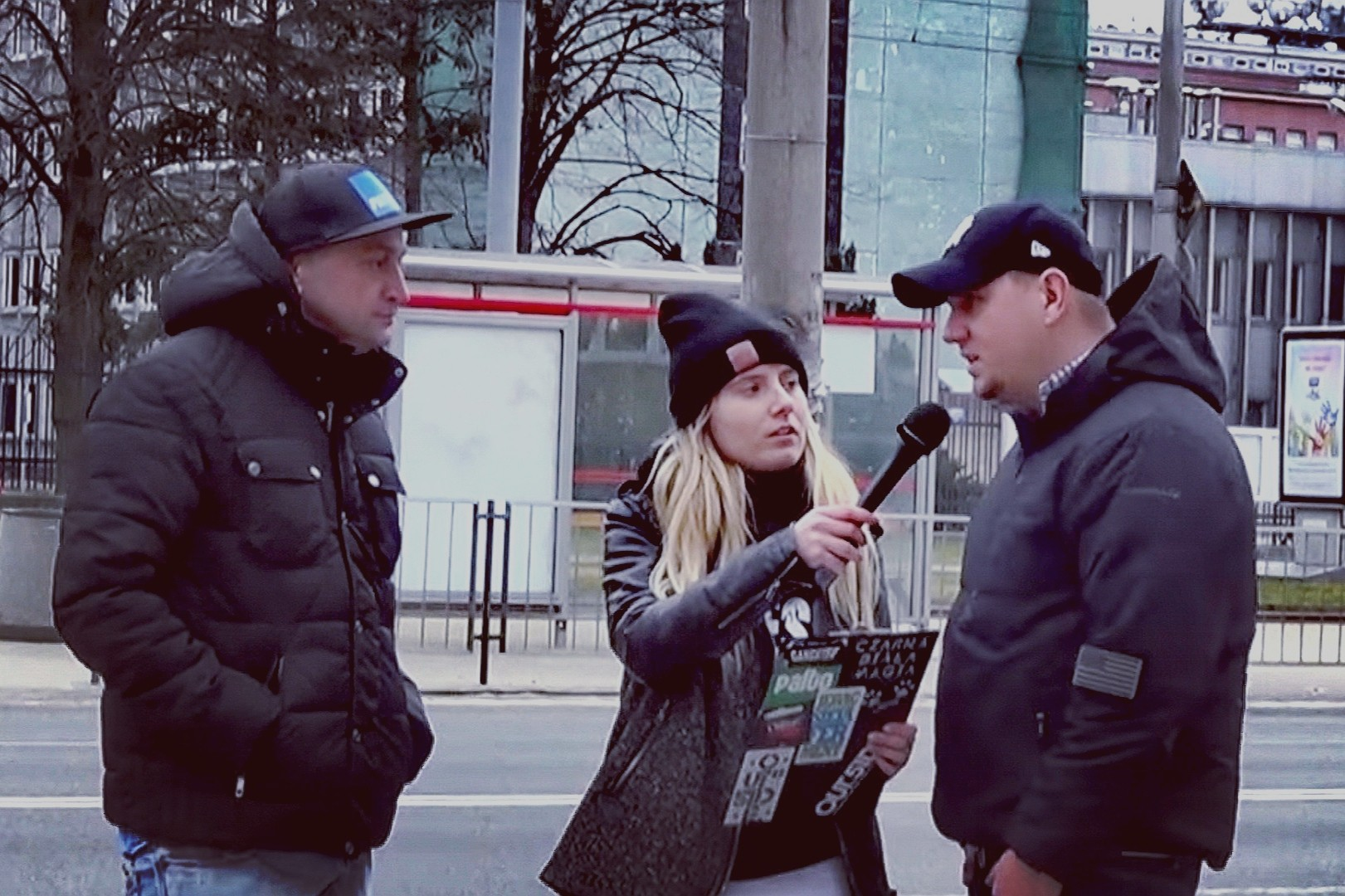
Trials X - wywiad - Warszawa (2014)

12 kwietnia 2014, dzięki wydawnictwu Fonografika, ukazała się reedycja płyty w postaci CD. Wcześniej dostępna ona była tylko na kasetach magnetofonowych. Remasteringu utworów dokonał Dj Eprom. Wznowione wydanie promowały takie osoby jak: Bogna Świątkowska, Maciej Chmiel, Fu i Olsen, Kosi z JWP, Juchas, Dj Spike, Numer Raz, DJ Kebs czy Piotr Turek. Duet też udzielił pierwszego wywiadu po latach dla Raputacji. Jako bonus na płycie znalazły się nigdy niewydane nagrania z 1993, takie jak: „Laski” czy „Robię co chcę”. Wymienione utwory były publikowane jedynie na antenie Programu III Polskiego Radia oraz wykonane zostały na żywo podczas bloku rockowego na XXX Międzynarodowym Festiwalu w Sopocie w 1993. 

## Album demo
W 2019 roku ukazał się w postaci cyfrowej demo album o nazwie Experyment. Materiał powstał w 1998 roku i ujrzał światło po 21 latach, kiedy to został odnaleziony w archiwum muzyków. Płyta zawiera 11 utworów nagranych w warunkach domowych na 4 -śladowym magnetofonie kasetowym prawdopodobnie typu TASCAM. Cały materiał został nagrany w mieszkaniu Tigera na warszawskiej Ochocie. Tak jak przy nagraniach do albumu Prawda Cel Przesłanie i tutaj został zaproszony Numer Raz, który wziął udział w nagraniach w formie luźnego freestylowego  jamu.  Utwory zostały ponownie oczyszczone i zmasterowane. 

## Dyskografia
Albumy
| Rok  | Dane dot. albumu |
| ---- | --- |
| 1991 | Fekalia - Data: 24 grudnia 1991 - Wydawca: brak (nielegal)                                                            |
| 1995 | Prawda, cel, przesłanie - Data: 10 kwietnia 1995 - Wydawca: Boom Media                                                |
| 2014 | Prawda, cel, przesłanie – reedycja 1994–2014 - Data: 12 kwietnia 2014 - Wydawca: Fonografika                          |
| 2019 | Prawda, cel, przesłanie - wersja cyfrowa z 1995 - Data: 24 lipca 2019 - Wydawca: Life Is Music Entertainment          |
| 2019 | Experyment - wersja cyfrowa niewydanego albumu z 1998 - Data: 31 sierpnia 2019 - Wydawca: Life Is Music Entertainment |
| 2024 | Prawda, cel, przesłanie - wersja winylowa - Data: 7 czerwca 2024 - Wydawca: The Very Polish Cut Outs                  |

Kompilacje różnych wykonawców
| Rok  | Album                    | Utwór                          | Źródło |
| ---- | ------------------------ | ------------------------------ | ------ |
| 1996 | S.P.                     | „Czujee się lepiey” – Trials X | [ 33 ] |
| Rok  | Album                    | Utwór                          | Źródło |
| 2001 | Strefa Wirtualnej Polski | „Czujee się lepiey” – Trials X | [ 34 ] |

Wydanie charytatywne - Pocztówka grająca (12x18cm)
W 2022 roku duet wytoczył jedną kopię pocztówki grającej stworzonej w technologii lathe cut na której to umieścił utwór Czujee się lepiey. Pocztówka ze zdjęciem z roku 1994 została wykorzystana w aukcji charytatywnej na portalu Allegro gdzie ostatecznie została wylicytowana kwota 569 zł. Suma ta została przekazana dla organizacji UNICEF gdzie trwała zbiórka dla dzieci cierpiących z powodu wojny, która wybuchła na Ukrainie.

## Teledyski
| Tytuł               | Rok  | Reżyseria / Postprodukcja | Album                     | Źródło |
| ------------------- | ---- | ------------------------- | ------------------------- | ------ |
| „Czujee się lepiey” | 1995 | Wojciech Wieteska         | Prawda - Cel - Przesłanie | [ 36 ] |
| "Jarają, jarają"... | 1995 | Kuba Wojewódzki           | Prawda - Cel - Przesłanie | [ 37 ] |

## Filmografia
| Rok  | Tytuł                         | Uwagi                                                            | Źródło |
| ---- | ----------------------------- | ---------------------------------------------------------------- | ------ |
| 1995 | „Kielce – Czyli Polski Bronx” | film dokumentalny, reżyseria: Bogna Świątkowska, Marek Lamprecht | [ 38 ] |
| 2024 | „Cały Ten Rap” (Netflix)      | film dokumentalny - miniserial, reżyseria: Piotr Szubstarski     | [ 39 ] |

## Wystawy
| Rok  | Tytuł                               | Kurator         | Miejsce        | Miasto   | Źródło        |
| ---- | ----------------------------------- | --------------- | -------------- | -------- | ------------- |
| 2019 | „Zajawka. Śląski Hip-Hop 1993-2003” | Szymon Kobylarz | Muzeum Śląskie | Katowice | [ 40 ] [ 41 ] |

## Nagrody i wyróżnienia
| Rok  | Kategoria            | Nagroda   | Uwagi     | Źródło |
| ---- | -------------------- | --------- | --------- | ------ |
| 2025 | Grupa/Duet 35-lecia  | Popkiller | Nominacja | [ 42 ] |
| 2025 | Okładka/Wydanie Roku | Popkiller | Nominacja | [ 43 ] |

## Źródła
- Jakub Wątor, Kielecki Bronx po latach. Byliśmy stolicą hip-hopu [online], kielce.gazeta.pl [dostęp 2012-10-03] (pol.).